# Yūki Fukaya
Yūki Fukaya (深谷 友基 Fukaya Yūki?, nacido el 1 de agosto de 1982 en Aichi) es un futbolista japonés que se desempeña como defensa.

## Trayectoria

### Clubes
| Club         | País  | Año         |
| ------------ | ----- | ----------- |
| Oita Trinita | Japón | 2005 - 2009 |
| Omiya Ardija | Japón | 2010 - 2012 |
| Oita Trinita | Japón | 2013        |
| FC Gifu      | Japón | 2014 - 2015 |
| Ehime FC     | Japón | 2016 - 2017 |

## Estadística de carrera

### J. League
| Club         | Año   | J. League | J. League | Copa J. League | Copa J. League | Total | Total |
| Club         | Año   | Part.     | Goles     | Part.          | Goles          | Part. | Goles |
| ------------ | ----- | --------- | --------- | -------------- | -------------- | ----- | ----- |
| Oita Trinita | 2005  | 32        | 1         | 5              | 0              | 37    | 1     |
| Oita Trinita | 2006  | 31        | 1         | 5              | 1              | 36    | 2     |
| Oita Trinita | 2007  | 31        | 3         | 5              | 0              | 36    | 3     |
| Oita Trinita | 2008  | 32        | 1         | 9              | 0              | 41    | 1     |
| Oita Trinita | 2009  | 14        | 1         | 3              | 0              | 17    | 1     |
| Omiya Ardija | 2010  | 25        | 6         | 2              | 0              | 27    | 6     |
| Omiya Ardija | 2011  | 27        | 1         | 2              | 0              | 29    | 1     |
| Omiya Ardija | 2012  | 11        | 0         | 4              | 0              | 15    | 0     |
| Oita Trinita | 2013  | 4         | 0         | 1              | 0              | 5     | 0     |
| FC Gifu      | 2014  | 3         | 0         | -              | -              | 3     | 0     |
| FC Gifu      | 2015  | 10        | 0         | -              | -              | 10    | 0     |
| Ehime FC     | 2016  | 11        | 0         | -              | -              | 11    | 0     |
| Ehime FC     | 2017  | 9         | 0         | -              | -              | 9     | 0     |
| Total        | Total | 240       | 14        | 36             | 1              | 276   | 15    |

## Palmarés

### Títulos nacionales
| Título         | Club         | País  | Año  |
| -------------- | ------------ | ----- | ---- |
| Copa J. League | Oita Trinita | Japón | 2008 |